# MFK Dinamo Moscú
El MFK Dinamo Moscú (en ruso: МФК Динамо) es la sección de fútbol sala del club ruso Dinamo Moscú localizado en Moscú. Desde su creación en 2002 ha sorprendido a todos consiguiendo cuatro campeonatos consecutivos de la Superliga Rusa y dos Copas de Rusia. 
Ha alcanzado dos finales consecutivas de la Copa de la UEFA de fútbol sala, el torneo más prestigioso de fútbol sala de la UEFA. La primera, en la temporada 2004-2005, la perdió contra el Action 21 Charleroi de Bélgica. El año siguiente se le volvió a escapar el título europeo ante el Boomerang Interviú de España.

## Palmarés FIFA

### Torneos nacionales
- Super Liga Rusa de Futsal (9): 2002/03, 2003/04, 2004/05, 2005/06, 2006/07, 2007/08, 2010/11, 2011/12, 2012/13
- Copa de Rusia (7): 2004, 2005, 2008, 2009, 2010, 2011

### Torneos internacionales FIFA
- Copa Intercontinental de fútbol sala: 2013
- Copa de Europa: 2006-07

## Palmarés AMF

### Torneos internacionales UEFS
- Campeonato Europeo de Campeones UEFS (4): 2003, 2007, 2008, 2009
- Copa de la UEFS de futsal: 2005